# Giro d'Itàlia de 1909
El Giro d'Itàlia de 1909 va ser la primera edició del Giro d'Itàlia, una cursa ciclista organitzada i patrocinada pel diari La Gazzetta dello Sport. La cursa va començar a Milà el 13 de maig de 1909 amb una etapa de 397 quilòmetres fins a Bolonya i acabà novament a Milà el 30 de maig, després d'un recorregut de 2.447,9 quilòmetres distribuïts en 8 etapes. La cursa va ser guanyada per Luigi Ganna, de l'equip Atala, i els també italians Carlo Galetti i Giovanni Rossignoli acabaren segon i tercer respectivament.
Concebut per La Gazzetta per augmentar les seves vendes a costa del seu rival, el Corriere della Sera, el Giro del 1909 va ser la primera cursa per etapes que organitzava. Les vuit etapes, poques en comparació amb les modernes grans voltes, eren molt més llargues que les etapes actuals. De fet, la primera etapa va durar catorze hores.
La cursa va començar amb una llarga etapa de quasi 400 quilòmetres entre Milà i Bolonya. L'italià Dario Beni en fou el vencedor i, per tant, el primer líder de la prova; però va perdre el liderat en la següent etapa en favor de Luigi Ganna. Al seu torn, aquest el cedí a Carlo Galetti després de la tercera etapa, la primera de muntanya. Ganna el va recuperar després de la quarta etapa i el va conservar fins al final, de tal manera que es va convertir en el primer vencedor de la cursa. L'Atala va guanyar la classificació per equips.
Van prendre la sortida 115 ciclistes (111 italians i 4 francesos); però només 49 van arribar a Milà. Tot i que es va comptabilitzar el temps del vencedor, la classificació general s'organitzà per punts. Si la classificació general s'hagués fet per temps, Rossignoli hauria estat el vencedor, amb més de 37 minuts sobre Ganna.

## Origen
La idea de celebrar una cursa ciclista al voltant d'Itàlia, a imatge i semblança que la que cinc anys enrere havia començat a caminar per França, va ser suggerida per primera vegada en un telegrama enviat per Tullo Margagni, director de La Gazzetta dello Sport, al propietari del diari Emilio Costamagna i l'editor ciclisme Armando Cougnet. Tanmateix, el gran rival de La Gazzetta a Milà, la Corriere della Sera tenia la mateixa idea, i a més partia amb l'avantatja d'estar organitzant amb èxit una cursa d'automòbils. Morgagni va decidir intentar organitzar la cursa abans que la Corriere della Sera, a partir de l'experiència que tenia en l'organització de la Volta a Llombardia i la Milà-Sanremo, des de 1905 i 1907 respectivament i Costamagna va decidir donar suport a la idea. La primera edició del Giro d'Itàlia es va presentar públicament el 7 d'agost de 1908 a la primera pàgina d'aquell dia de La Gazzetta, informant que se celebraria el maig de 1909. La idea de la cursa es va veure influenciat per l'èxit de la revista francesa L'Auto en l'organització del Tour de França.
Per a organitzar la cursa eren necessàries 25.000 lires i per aquest motiu els organitzadors es posaren en contacte amb Primo Bongrani del banc Cassa di Risparmio, el qual va procedir a sol·licitar donacions procedents de tot Itàlia, amb notable èxit, ja que va aconseguir els diners suficients per a organitzar la cursa. Fins i tot la Corriere della Sera va sumar-se a la iniciativa oferint al guanyador un premi de 3.000 lires.

## Normes i cursa
Es va permetre la participació tant a equips com a ciclistes de manera individual, en una cursa que es va dividir en vuit etapes, amb dos o tres dies de descans entre cadascuna d'elles. En comparació amb les curses modernes les etapes eren extraordinàriament llargues, amb una distància mitjana de més de 300 km, quan al Giro d'Itàlia de 2012 fou de 165 km.

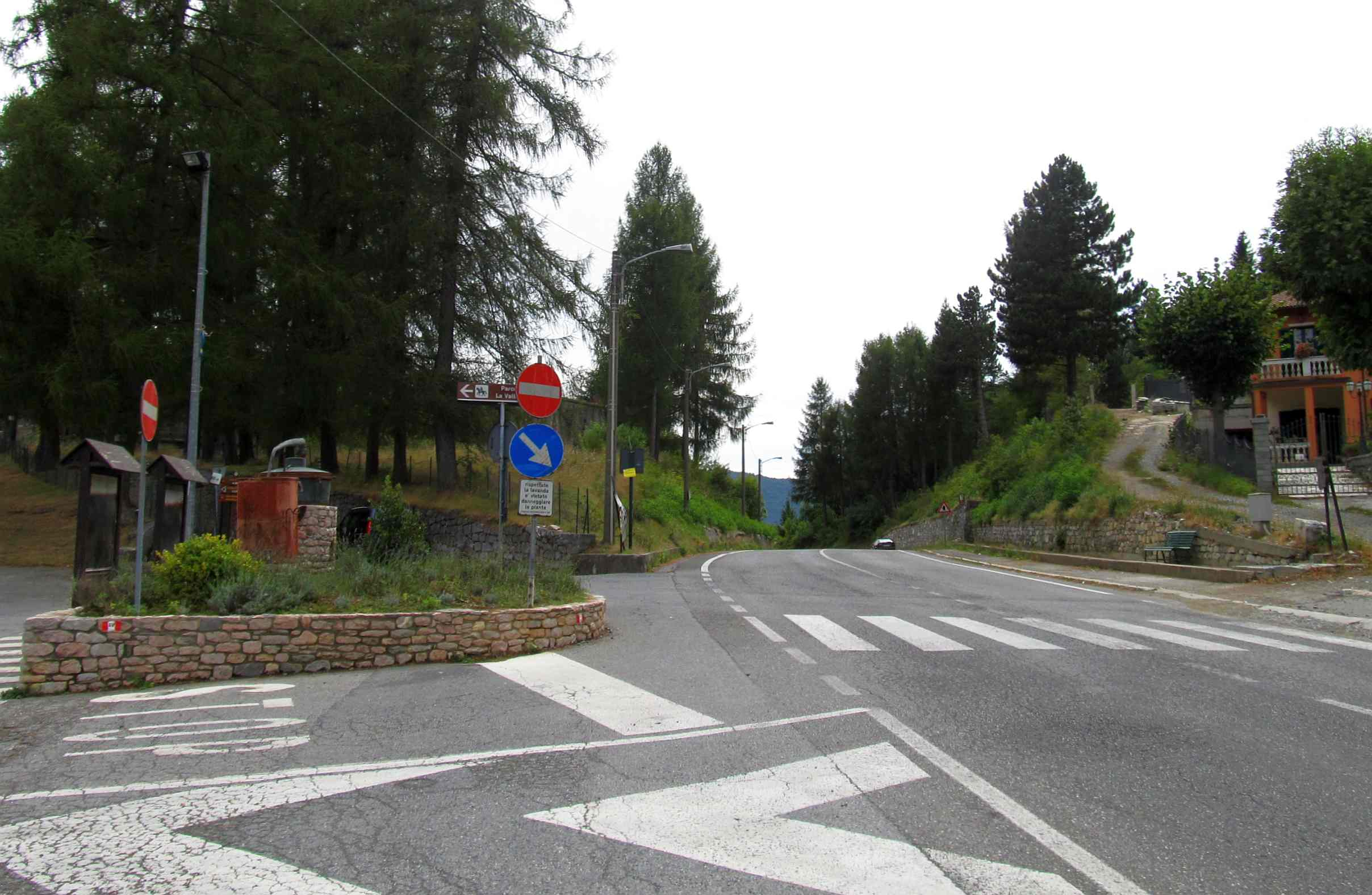
El coll de Nava fou una de les escasses ascensions en el primer Giro d'Itàlia.

El recorregut era principalment pla, tot i que contenia un parell de ports destacables. En la tercera etapa hi havia les ascensions a Macerone, Rionero Sannitico i Roccaraso. La sisena etapa tenia una sola ascensió, el Passo Bracco. La setena etapa fou la darrera que tenia algunes ascensions importants: el coll de Nava i l'ascensió a San Bartolomeo.
Els ciclistes són obligats a passar per diferents punts de control durant l'etapa per tal de minimitzar les possibles trampes alhora que eren fotografiats en començar i finalitzar cada etapa, i les imatges comparades pels jutges. Els ciclistes podien rebre ajuda quan reparaven les seves bicicletes, però no se'ls va permetre substituir les seves bicicletes si aquestes s'espatllaven durant l'etapa.
L'edició inaugural del Giro emprà un sistema per punts per determinar el vencedor de la cursa. Els organitzadors van optar per un sistema per punts en lloc d'un basat en el temps després de l'escàndol que va envoltar el Tour de França de 1904. Un altre factor que va afavorir la decisió dels organitzadors va ser que el sistema per punts era més econòmic que no pas determinar els temps dels diferents ciclistes en cada etapa. El líder de la cursa es determinava a partir de la suma de la seva posició en el global de la classificació de cada etapa. Així, si un ciclista finalitzava segon en la primera etapa i tercer en la tercera tindria un total de cinc punts, sent el vencedor el ciclista que obtingués menys punts. Emprant aquest sistema Luigi Ganna fou declarat el vencedor, però si el Giro s'hagués disputat per temps el vencedor final hauria estat el tercer classificat, Giovanni Rossignoli, per 37 minuts sobre el segon classificat.
El vencedor de la classificació general rebia un premi de 5.325 lires. Cada ciclista que finalitzés la cursa amb més de 100 punts i que no guanyés cap premi en cap de les etapes va rebre 100 lires.

## Participants
Un total de 166 corredors es van inscriure per participar en la primera edició del Giro. Sols vint dels ciclistes inscrits no eren italians: quinze francesos, dos alemanys, un argentí, un belga, i un de Trieste, ciutat que aleshores no formava part d'Itàlia. D'aquests 166 ciclistes inscrits només 127 van començar la primera etapa de la cursa, tots italians excepte cinc d'ells, i d'aquests sols 49 van arribar fins a la meta final de Milà el 30 de maig. Els ciclistes podien córrer com a independents o formant part d'un equip.
Els dos italians més coneguts que participaren en aquesta edició foren Luigi Ganna i Giovanni Gerbi. Gerbi era el que havia aconseguit majors èxits, després d'haver guanyat la Volta a Llombardia, la Milà-Torí, i altres carreres d'un dia; mentre Ganna venia d'aconseguir la victòria a la Milà-Sanremo. El gran grup també comptava amb dos guanyadors del Tour de França, Louis Trousselier (1905) i Lucien Petit-Breton (1907, 1908), així com de dos futurs guanyadors del Giro d'Itàlia: Carlo Galetti i Carlo Oriani.

## Desenvolupament de la cursa

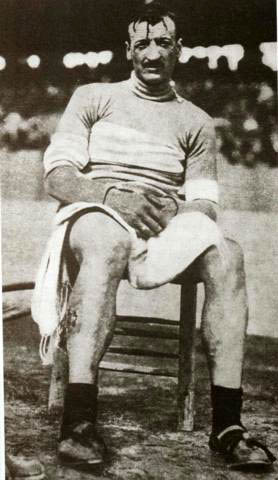
Luigi Ganna després de la vuitena etapa amb final a Milà.

L'etapa inaugural del Giro d'Itpalia, de 397 quilòmetres entre Milà i Bolonya, començà el 13 de maig de 1909 a les 2h 53" de la matinada al davant d'una gran quantitat d'aficionats. 127 ciclistes van prendre la sortida davant la seu de La Gazzetta, a la Piazzale Loreto. L'etapa va estar marcada per nombrosos problemes mecànics i caigudes provocades pel mal temps. La primera caiguda múltiple tingué lloc abans del segon quilòmetre d'etapa. Luigi Ganna liderava l'etapa després de superar la primera ascensió destacable de la jornada, prop del llac Garda. Cap al quilòmetre 70 d'etapa es va veure afectat per una punxada que va fer que fos superat per altres ciclistes, però contactà amb ells quan es trobaren la carretera tallada pel pas d'un tren. El grup capdavanter va anar fent via cap a Bolonya, on Dario Beni guanyà l'etapae. La segona etapa, de 378,5 quilòmetres va viure el primer final en alt de la cursa, a Chieti, on Giovanni Cuniolo va superar a Ganna en la victòria d'etapa. La segona posició de Ganna era suficient per convertir-lo en el nou líder de la cursa.
La tercera etapa, amb final a Nàpols, tenia 242,8 quilòmetres. Abans de la sortida tres ciclistes foren desqualificats i expulsats de la curs per haver agafat un tren durant la segona etapa. Foren identificats en no passar per un punt de control improvisat per l'organització. La sortida de la tercera etapa fou traslladada a un altre lloc després de veure que el descens inicial era massa perillós. L'etapa comptava amb tres grans ascensions, a Macerone, Rionero Sannitico i Roccaraso. Després de superar les muntanyes Giovanni Rossignoli va sortir en persecució del cap de cursa, Carlo Galetti, fins a atrapar-lo i guanyar l'etapa, mentre Galetti passava a liderar la cursa en detriment de Ganna. En la quarta etapa, de 228,1 quilòmetres entre Nàpols i Roma, el francès Louis Trousselier tenia un paper destacat, fins que els claus llançats pels espectadors li provocaren una punxada i fou superat per la resta de ciclistes. Galetti i Ganna formaren un duet capdavanter sent Ganna el vencedor d'etapa davant milers d'espectadors. Alhora recuperà el liderat per un sols punt d'avantatge.
La cinquena etapa, de 346,5 quilòmetres, els conduïa fins a Florència. Com en la quarta etapa, es produïren nombroses punxades entre els ciclistes. Luigi Ganna liderava l'etapa en solitari quan es va veure afectat per una punxada a manca de 10 quilòmetres. Uns pocs ciclistes el van superar, però ràpidament arreglà la punxada i encara tingué temps d'agafar-los i guanyar l'etapa. En la sisena etapa, de 294,4 quilòmetres entre Florència i Gènova, Carlo Galetti i Giovanni Rossignoli van trencar el grup capdavanter format per set ciclistes en el darrer descens, sent Rossignoli el vencedor davant una gran multitud. El líder de la cursa, Ganna, tot i patir nombroses punxades durant l'etapa, encara va poder finalitzar en tercera posició.
La setena etapa, de 357 quilòmetres estava programada entre Gènova i Torí. La gran quantitat de públic que hi havia a la sortida va dur a Armando Cougnet a introduir una norma que prohibia els atacs dels ciclistes durant els primers quilòmetres, fins que aquests es trobaven fora de la ciutat i la cursa podia començar amb normalitat. També es deia que serien més de 50.000 persones les que sortirien a rebre els ciclistes a Torí, alhora que hi havia una vaga de forners. Això va dur a Cougnet a traslladar l'arribada fins a Beinasco, als afores de Torí. Ganna i Rossignoli encapçalaren bona part de l'etapa, fins que a manca de sis quilòmetres Ganna atacà i Rossignoli no el pogué seguir. Aquesta victòria va servir a Ganna per eixamplar les diferències sobre Carlo Galetti.
La darrera etapa tenia 206 quilòmetres entre Torí i Milà i acabà davant una multitud de més de 30.000 persones. Ganna es trobava en el grup capdavanter fins que una punxada el va endarrerir. Després de reparar la punxada i quan estava a punt de tornar a contactar amb aquell grup va patir una nova punxada. Els directors de cursa van aturar el grup capdavanter per permetre a Ganna que es reintegrés en el si del grup. Escortats per la policia a cavall els ciclistes es van dirigir a l'Arena Civica de Milà, on tingué lloc l'arribada. Quan s'estava preparant l'esprint final un cavall de la policia va caure, bloquejant la cursa. Dario Beni, que havia esquivat l'accident, va superar Galetti en l'esprint, mentre Ganna acabava en tercera posició. D'aquesta manera Ganna es va convertir en el primer vencedor del Giro d'Itàlia. El seu equip, l'Atala, va guanyar la classificació per equips.

## Resultats

### Resultat de les etapes
| Etapa    | Data       | Recorregut         | Km  | Tipus d'etapa       | Vencedor d'etapa          | Líder de la general |
| -------- | ---------- | ------------------ | --- | ------------------- | ------------------------- | ------------------- |
| 1a etapa | 13 de maig | Milà - Bolonya     | 397 | Etapa plana         | Dario Beni (ITA)          | Dario Beni (ITA)    |
| 2a etapa | 16 de maig | Bolonya - Chieti   | 379 | Etapa plana         | Giovanni Cuniolo (ITA)    | Luigi Ganna (ITA)   |
| 3a etapa | 18 de maig | Chieti - Nàpols    | 243 | Etapa amb muntanyes | Giovanni Rossignoli (ITA) | Carlo Galetti (ITA) |
| 4a etapa | 20 de maig | Nàpols - Roma      | 228 | Etapa plana         | Luigi Ganna (ITA)         | Luigi Ganna (ITA)   |
| 5a etapa | 23 de maig | Roma - Florència   | 347 | Etapa plana         | Luigi Ganna (ITA)         | Luigi Ganna (ITA)   |
| 6a etapa | 25 de maig | Florència - Gènova | 294 | Etapa amb muntanyes | Giovanni Rossignoli (ITA) | Luigi Ganna (ITA)   |
| 7a etapa | 27 de maig | Gènova - Torí      | 354 | Etapa amb muntanyes | Luigi Ganna (ITA)         | Luigi Ganna (ITA)   |
| 8a etapa | 30 de maig | Torí - Milà        | 206 | Etapa plana         | Dario Beni (ITA)          | Luigi Ganna (ITA)   |

### Classificació general
Quaranta-nou ciclistes finalitzaren les vuit etapes. Els punts rebuts en cada etapa se sumen per formar la classificació general, sent el vencedor el ciclista que acumulà menys punts.
| Classificació General | Classificació General     | Classificació General | Classificació General |
| Pos.                  | Ciclista                  | Equip                 | Punts                 |
| --------------------- | ------------------------- | --------------------- | --------------------- |
| 1                     | Luigi Ganna (ITA)         | Atala                 | 25 punts 89h 48' 14"  |
| 2                     | Carlo Galetti (ITA)       | Legnano               | 27 punts              |
| 3                     | Giovanni Rossignoli (ITA) | Bianchi               | 40 punts              |
| 4                     | Clemente Canepari (ITA)   | Legnano               | 59 punts              |
| 5                     | Carlo Oriani (ITA)        | Stucchi               | 72 punts              |
| 6                     | Ernesto Azzini (ITA)      | —                     | 77 punts              |
| 7                     | Dario Beni (ITA)          | Bianchi               | 91 punts              |
| 8                     | Enrico Sala (ITA)         | Bianchi               | 98 punts              |
| 9                     | Ottorino Celli (ITA)      | Bianchi               | 117 punts             |
| 10                    | Giovanni Marchese (ITA)   | Legnano               | 139 punts             |

## Després de la cursa
La primera edició del Giro d'Itàlia va tenir un gran èxit, i els organitzadors van començar a treballar per organitzar una segona edició de cara al 1910. La cursa va fer augmentar de manera substancial el tiratge de La Gazzetta, i les sortides i arribades foren presenciades per un públic nombrós. Els diners guanyats per Ganna li van servir per tirar endavant la seva pròpia fàbrica de bicicletes el 1912.